# Polygala subandina
Polygala subandina là một loài thực vật có hoa trong họ Polygalaceae. Loài này được Phil. miêu tả khoa học đầu tiên năm 1864.